# Dmitrij Patrušev
Dmitrij Nikolajevič Patrušev (rusky Дмитрий Николаевич Патрушев; 13. října 1977, Leningrad) je ruský bankéř a politik, od května 2018 ruský ministr zemědělství.
Dmitrij Patrušev je synem Nikolaje Patruševa, bývalého ředitele FSB a současného tajemníka Bezpečnostní rady Ruska.
Patrušev je v důsledku mj. ruské invaze na Ukrajinu v roce 2022 na sankčních seznamech Austrálie, Kanady a Velké Británie.

## Život
Patrušev promoval v roce 1999 na Státní vysoké škole managementu. V letech 2002 až 2004 studoval na Diplomatické akademii obor Světová ekonomika. V roce 2006 absolvoval Akademii FSB.
V letech 1999 až 2002 pracoval na ruském ministerstvu dopravy. V roce 2004 nastoupil do VTB Bank. Od roku 2007 zde zastává pozici viceprezidenta. V letech 2010 až 2018 byl předsedou představenstva a členem dozorčí rady Ruské zemědělské banky.
V letech 2016 až 2021 byl členem představenstva Gazpromu.
Dne 18. května 2018 byl jmenován ministrem zemědělství. Dne 21. ledna 2020 byl do této funkce opětovně jmenován ve vládě premiéra Michaila Mišustina.

### Rodina
Patrušev je svobodný. Má šest dětí: tři syny a tři dcery.